# Corythaixoides
Corythaixoides är ett fågelsläkte i familjen turakor inom ordningen turakofåglar. Släktet omfattar här tre arter som förekommer i Afrika söder om Sahara:
- Grå tofsturako (C. concolor)
- Barkindad tofsturako (C. personatus) 
  - "Svartkindad tofsturako" (C. p. leopoldi) – urskiljs som egen art av Birdlife International
- Vitbukig tofsturako (C. leucogaster)

Genetiska studier visar att det släktet är parafyletiskt visavi Crinifer. Tongivande taxonomiska auktoriteten International Ornithological Congress (IOC) inkluderar därför Corythaixoides i Crinifer och denna linje följs här. Andra, som BirdLife International, för dock istället vitbukig tofsturako till det egna släktet Criniferoides.